# スウェーデン・クローナ
スウェーデン・クローナ（スウェーデン語: Svensk krona）は、スウェーデンの通貨。ISO 4217の通貨コードはSEKで、通称「セック」。補助通貨単位はオーレ（öre）で、1スウェーデン・クローナは100オーレ。　
スウェーデン・クローナはスウェーデン中央銀行（Sveriges riksbank）が発行している。複数形はクローノル（Kronor）で、日常的にはこちらが用いられる。

## 硬貨
硬貨の図案は国王の肖像やモノグラムが中心である。
- 01クローナ（銅めっき鋼鉄）
- 02クローナ（銅めっき鋼鉄）
- 05クローナ（ノルディック・ゴールド）
- 10クローナ（ノルディック・ゴールド）

の4種の硬貨が流通し、10クローナは1991年から、5クローナ以下は2016年から発行している。1クローナ白銅貨・5クローナ白銅貨の旧硬貨は2017年6月末に失効した。
現在、スウェーデン・クローナの補助単位オーレは現金の単位としては使われない。50オーレの青銅貨は2010年10月1日に流通停止、2011年3月末で交換も停止され失効した。またこの他、かつて発行されたオーレ単位の硬貨として、1オーレ・2オーレ・5オーレ・10オーレ・25オーレの額面のものもあったが、これらも現在ではいずれも失効している。

## 紙幣
現在流通している紙幣は2015年に発行されたもので、以下のとおり肖像面には20世紀に活躍したスウェーデンの偉人を起用した。
- 20クローナ（アストリッド・リンドグレーン（児童文学者）、紫）
- 50クローナ（エバート・タウベ（ミュージシャン）、橙色）
- 100クローナ（グレタ・ガルボ（女優）、青）
- 200クローナ（イングマール・ベルイマン（映画監督）、緑）
- 500クローナ（ビルギット・ニルソン（ソプラノ歌手）、赤）
- 1000クローナ（ダグ・ハマーショルド（第2代国連事務総長）、茶色）

旧紙幣の5種類は、100クローナと500クローナの2種類が2017年6月末に失効したのを最後に、全て失効した。肖像面の人物はそれぞれ20クローナ（ラーゲルレーヴ：紫）、50クローナ（ジェニー・リンド：黄色）、100クローナ（カール・フォン・リンネ：緑）、500クローナ（カール11世国王：茶色）、1,000クローナ（グスタフ・ヴァーサ国王である。
前国王時代には、5および10クローナの低額紙幣、高額紙幣の1万クローナ（当時のレートで日本円約65万円相当）が発行されていた。

## ユーロ問題
2003年9月にユーロ参加の是非について国民投票が行われたが、デンマークと同様に否決された。これは主に北部などユーロへの参加に保守的な立場の人々の票が影響したと思われる。実際に首都ストックホルムなど比較的大きい都市では賛成派が反対派を上回った。
またこの投票の前にユーロ参加に積極的な立場を取っていた外務大臣・アンナ・リンドがストックホルム市内のデパートで刺殺される事件が起き、一時は過激な反対派の仕業かと思われたが、実際は精神病患者の突発的な行動であった。
2006年9月にスウェーデンにおいて選挙が行われ、ユーロ導入に肯定的な穏健党が勝利したが、導入については、未だ白紙の状態である。

## スウェーデンのキャッシュレス化
スウェーデンでは、電子決済による取引の普及が著しく、キャッシュレス社会に向かっており、世界一キャッシュレス化が進んでいる国家として知られている。
2012年にサービスを開始した、スマートフォンアプリによる非接触型決済システム「Swish」は、2015年12月の取引件数が1000万回を超え、2017年時点ではスウェーデン国民の半数以上が利用していると言われる。
- 鉄道やバスなどの公共交通機関の自動券売機は、カード専用で現金が使えず、現金で切符を購入する際には、専用の窓口に並ぶ必要がある
- 一般的な店での少額の買い物（飲食店や屋台のような店なども含む）でも、電子決済専用で現金が使えないことが一般化しており、店頭に「現金お断り」の表記も珍しくない
- 教会での寄付集めや子供の小遣いさえも電子マネーで支払う
- スウェーデンにある銀行店舗の半数以上が通貨を取り扱わず、ATMの撤去も（特に地方ほど）進んでいる
- 現在の学生など若い世代では、全て電子取引で、一切現金を使ったことがないまま育った人が大半

このように、市場ではデビットカード・クレジットカード・電子マネーといった電子商取引が支配的となっている中、現金の地位は既に低下しており、2016年現在、スウェーデンで発生した取引の98%までが現金を用いない電子決済による取引で、現金の流通は観光客や年配の世代、視覚障害者などの社会的弱者などわずかとなっている。その要因として、現金決済には上限額が法律で決められていることや、現金取扱いのコスト削減、強盗犯罪対策などが挙げられる。元ABBAで『マネー、マネー、マネー』の作者のひとりであるビョルン・ウルヴァースは、キャッシュレス化の推進者の1人として知られる。
例えば2013年4月22日に、大手銀行SEBのストックホルム・エステルマルムストーリ支店に銀行強盗が侵入したものの、銀行がキャッシュレス支店だったため、現金強奪の目的を果たせなかった。
このような状況から、現金の廃止が秒読みであるかのように報道されることもしばしばあるが、スウェーデン中央銀行は、現在のところ現金の完全廃止の予定はないことを明言している。逆にキャッシュレス化で、不便な思いをした人々が中心となって立ち上げた Kontantupproret という「キャッシュレス化反対運動」も存在している。
Kontantupproret の主張では、キャッシュレス化によって、銀行強盗や路上強盗が減った代わりに詐欺が倍増していること、金融業界へのサイバー攻撃による利用者の不利益を挙げ、急速なキャッシュレス化に反対している。また、銀行に現金サービスの提供を義務付ける法案の議会提出も検討されている。スウェーデン政府は2018年、災害や戦争に備えて、念のため現金を保有しておくことを推奨するパンフレットを、全家庭に配布している。
その他、デンマーク（通貨はデンマーク・クローネ）、ノルウェー（通貨はノルウェー・クローネ）、アイスランド（通貨はアイスランド・クローナ）、フィンランド（通貨はユーロ）といった北ヨーロッパ諸国で、同様にキャッシュレス化が著しい傾向にある。このように北ヨーロッパ諸国で電子決裁が現金をほぼ完全に駆逐した背景には、気候的に冬季の現金輸送が困難であるという点も一因となっている。

## 為替レート
1990年1月以降の対ドル為替レートの変動は図のとおりである。
| Google Finance:      | AUD CAD CHF CNY EUR GBP HKD JPY （/円） USD |
| Yahoo! Finance:      | AUD CAD CHF CNY EUR GBP HKD JPY （/円） USD |
| Yahoo! ファイナンス: | AUD CAD CHF CNY EUR GBP HKD JPY （/円） USD |
| XE:                  | AUD CAD CHF CNY EUR GBP HKD JPY （/円） USD |
| OANDA:               | AUD CAD CHF CNY EUR GBP HKD JPY （/円） USD |